# Passo di Praderadego
Il passo di Praderadego è uno dei valichi che mette in comunicazione i due versanti delle prealpi Bellunesi, cioè la Vallata e la Valbelluna.
Sulla cima, in comune di Follina, sorge l'omonimo nucleo abitato, costituito da una ventina di edifici abitati solo stagionalmente.
Da pochi anni l'intero passo, su entrambi i versanti (fra i territori comunali di Borgo Valbelluna, in provincia di Belluno, e di Follina, in provincia di Treviso), è asfaltato e dunque percorribile anche in bici da corsa, pur con pendenze a tratti particolarmente impegnative sul lato bellunese.
Secondo una delle ricostruzioni storiche sull'argomento, attraverso il valico passava una variante della Via Claudia Augusta Altinate, il cui percorso è ricalcato dal sentiero CAI 1028. A conferma dell'importanza strategica della strada, sul versante bellunese sorge il Castello di Zumelle.
Secondo un'ipotesi etimologica, il toponimo va letto come un composto (prà de radego) traducibile dal veneto come "prato del diverbio": si sarebbe trattato di una località contesa o in cui ci si riuniva per dirimere le vertenze.